# Coniophora graminicola
Coniophora graminicola är en tvåvingeart som beskrevs av Nijveldt 1959. Coniophora graminicola ingår i släktet Coniophora och familjen gallmyggor. Inga underarter finns listade i Catalogue of Life.